# Łyntupka
Łyntupka (biał. Лынтупка) — rzeka na Białorusi, w rejonie postawskim obwodu witebskiego i rejonie miadziolskim obwodu mińskiego, prawy dopływ Straczy (dorzecze Niemna). Średnie nachylenie powierzchni wody 2,5‰. Zaczyna się koło wsi Wieliczki rejonu postawskiego, płynie po lesistych stokach Wzgórz Święciańskich, wpada do Straczy 1 km na zachód od jeziora Bołduk. W parku w miasteczku Łyntupy zbudowano na rzece 4 sadzawki połączone kanałami.

## Literatura
- Блакітная кніга Беларусі. - Мн.:БелЭн, 1994.